# Wembach (gmina)
Wembach – miejscowość i gmina w Niemczech, w kraju związkowym Badenia-Wirtembergia, w rejencji Fryburg, w regionie Hochrhein-Bodensee, w powiecie Lörrach, wchodzi w skład związku gmin Schönau im Schwarzwald. Leży w Schwarzwaldzie, nad rzeką Wiese, na południe od Schönau im Schwarzwald, przy drodze krajowej B317.